# Gelber Sack

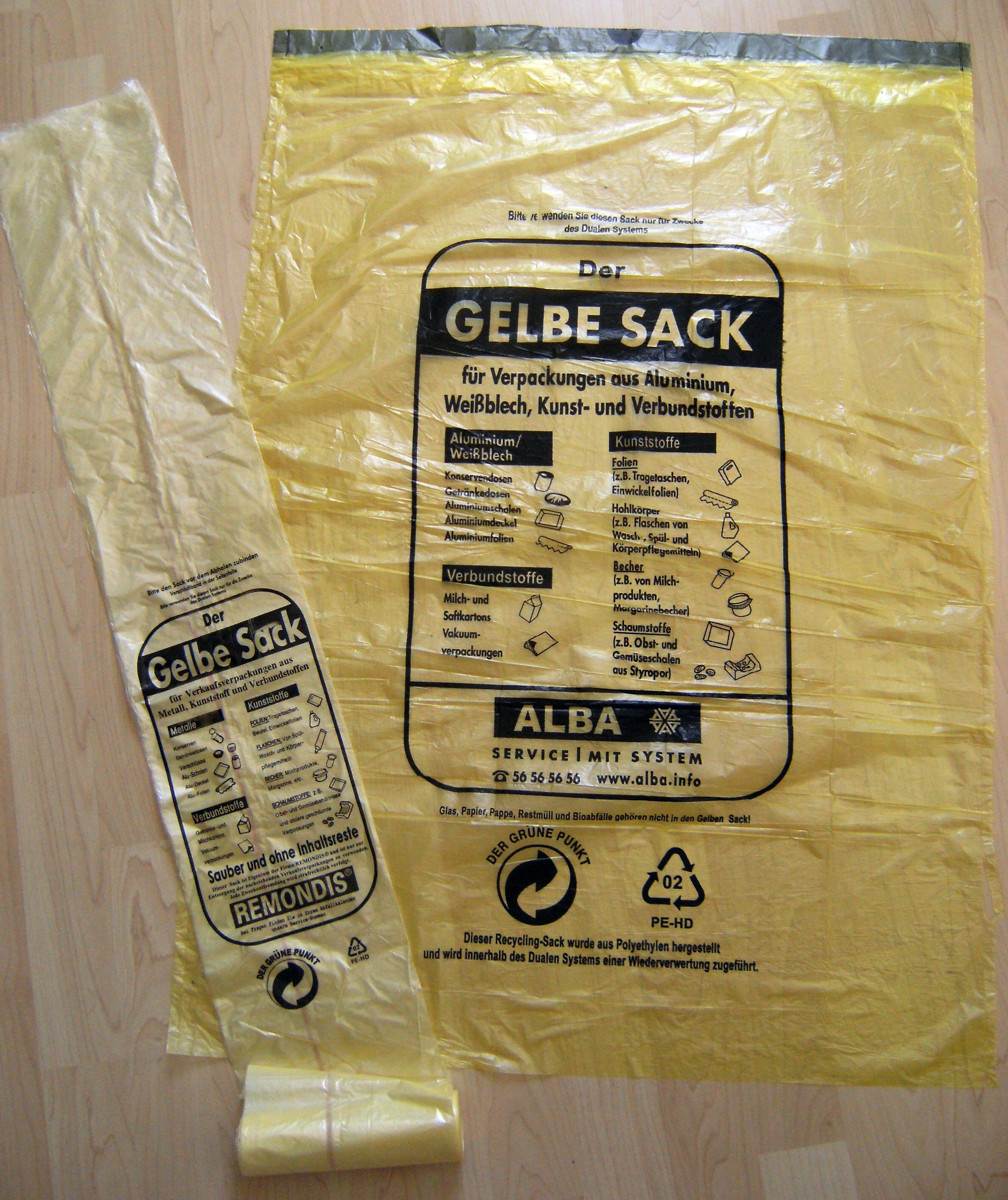
Gelbe Säcke vor Gebrauch

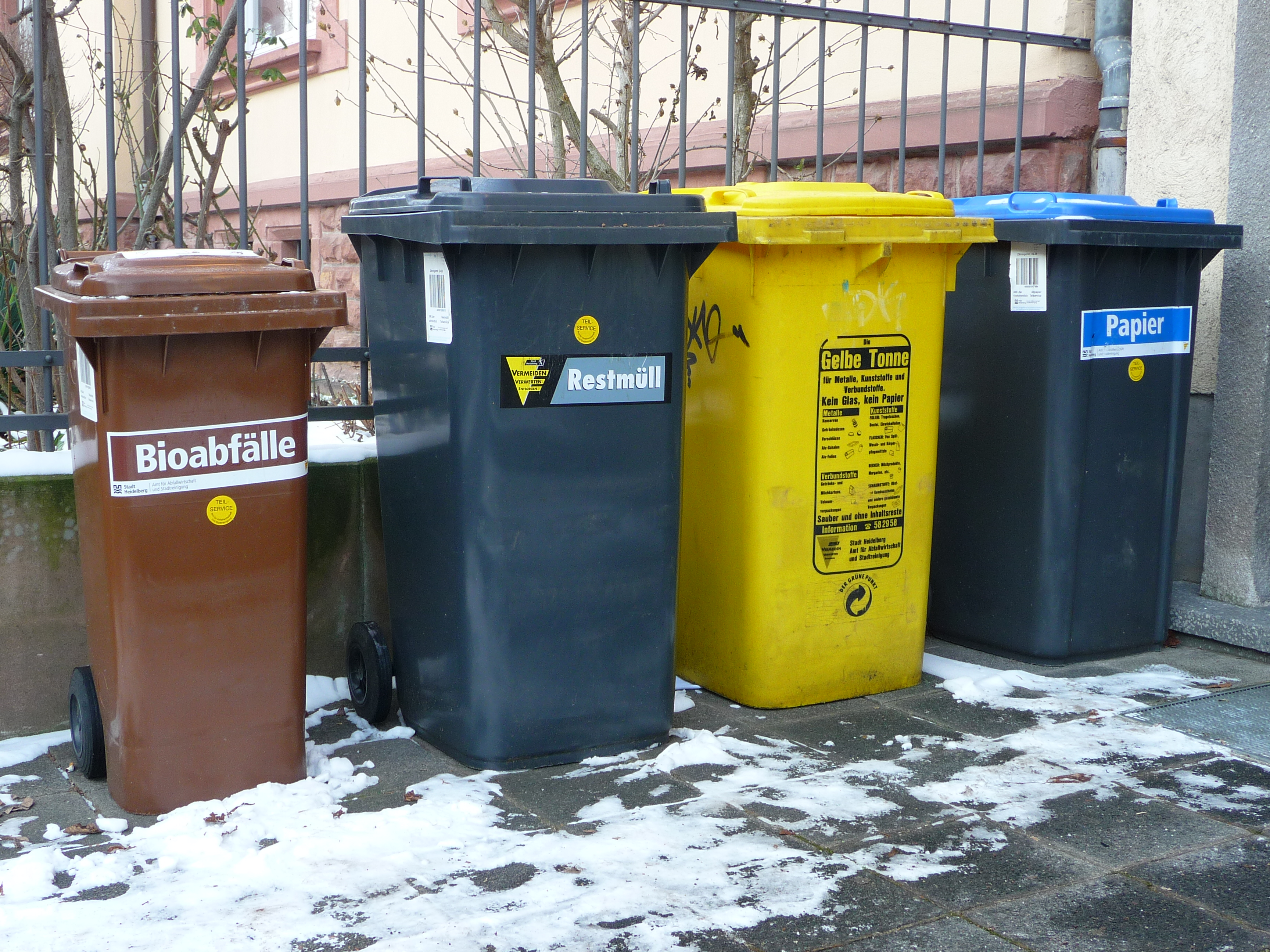
Gelbe Tonne in Deutschland (Heidelberg)

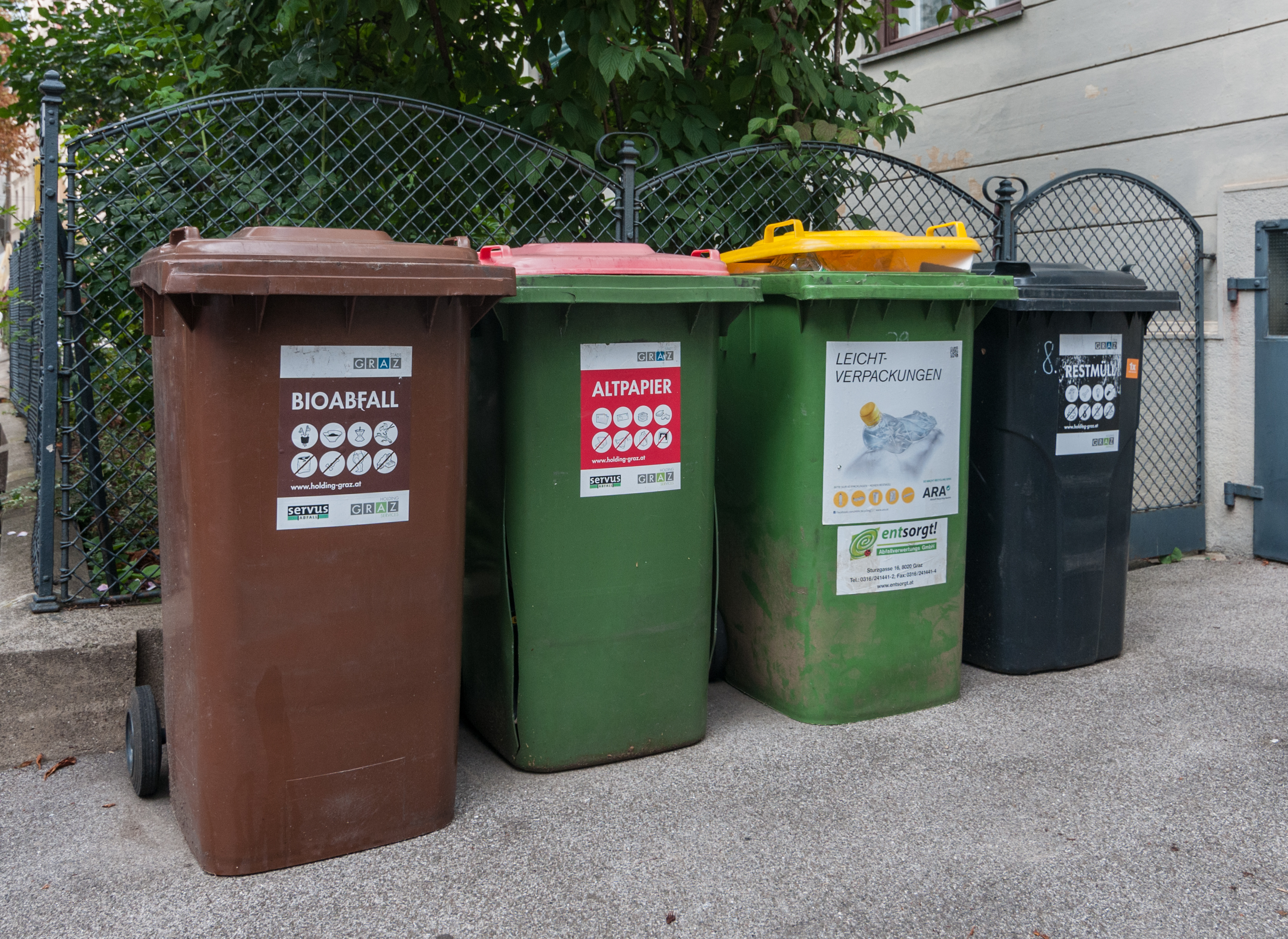
Verpackungsabfall (gelber Deckel) in Österreich (Graz)

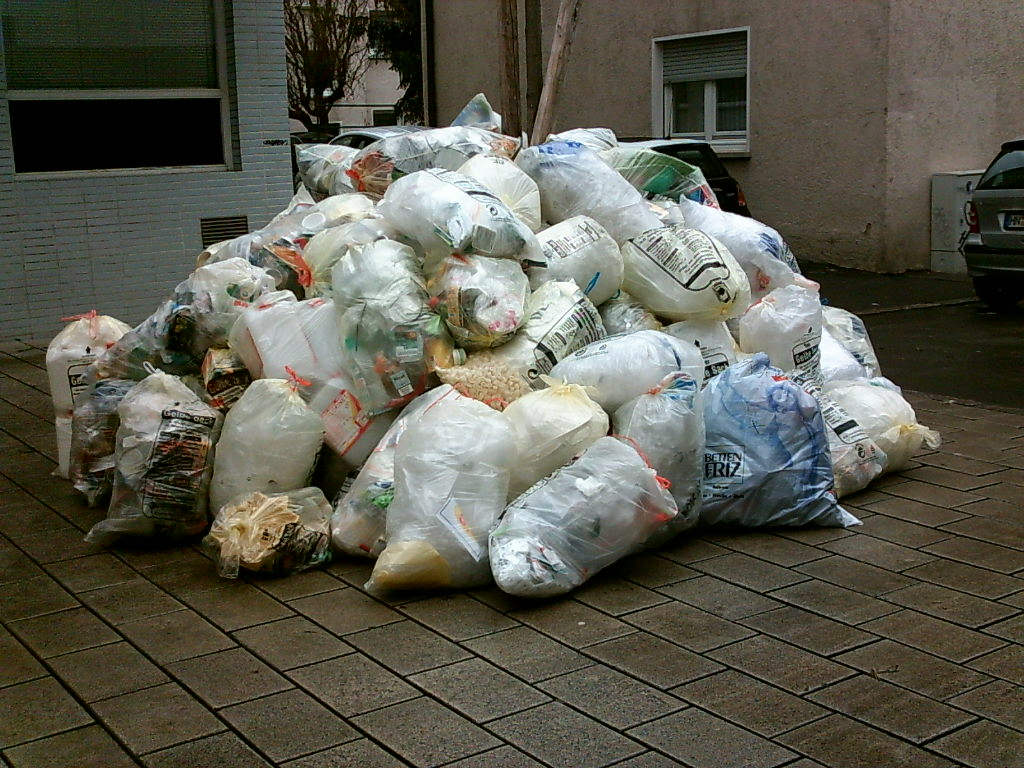
Befüllte gelbe Säcke vor der Entsorgung

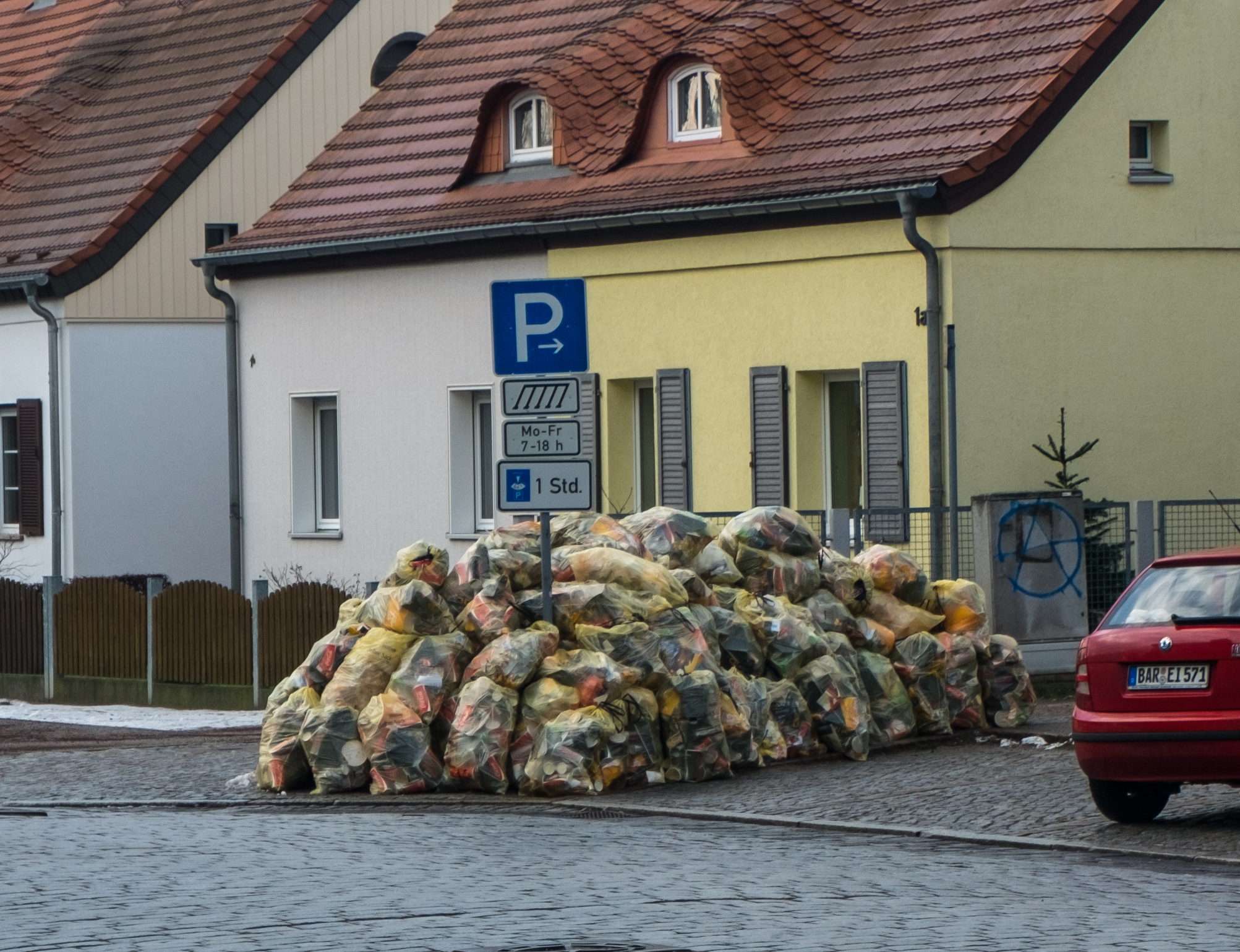
Gelbe Säcke mit gewerblichem Abfall

Als Gelben Sack bezeichnet man in Deutschland und Österreich einen dünnen, gelblich transparenten Kunststoffsack, in dem im Rahmen der lokalen Abfallentsorgung Müll aus Kunststoff, Metall oder Verbundmaterialien abgegeben werden kann. Je nach Abstimmung mit den Städten und Gemeinden kann auch die Nutzung einer Gelben Tonne möglich sein. Gelber Sack bzw. Gelbe Tonne sind Teil des Dualen Systems in der deutschen Abfallwirtschaft.
Die im Gelben Sack gesammelten Abfälle werden in speziellen Sortieranlagen überwiegend maschinell sortiert. In den ersten Jahren nach Einführung des Gelben Sacks 1991 musste zum großen Teil immer noch per Hand sortiert werden, da die dafür nötigen Techniken und Maschinen nicht zur Verfügung standen. In den 1990er Jahren wurden die entsprechenden Technologien entwickelt und gehören heute zum Standard.
In einigen anderen europäischen Ländern gibt es für die Entsorgung von Leichtverpackungen gelbe Müllcontainer, wobei es nicht erforderlich ist, den getrennten Müll vor der Entsorgung in einem speziellen Müllsack zu verpacken. Die Maße eines (gefalteten) Gelben Sacks betragen 90 cm × 62 cm.

## Herkunft
Die Säcke werden in Ostasien hergestellt und über Großhändler und Entsorgungsunternehmen an die Kommunen geliefert, die sie in den Rathäusern und Wertstoffhöfen zur kostenlosen Mitnahme anbieten.

## Abholung und Abtransport
Die Abholung der mit Abfall gefüllten Säcke wird durch vom Dualen System beauftragte Unternehmen besorgt, entweder durch die Müllabfuhr oder private Entsorger, dabei werden bestimmte Straßen einer Stadt zu bestimmten Wochentagen angefahren. Wann die Abholung erfolgt, ist meist bei der zuständigen Kommunalverwaltung zu erfahren, sofern keine Abfall-Information existiert. In einigen Landkreisen (z. B. Landkreis Pfaffenhofen) müssen die Gelben Säcke hingegen von den Bürgern selbst auf eigene Kosten zu zentralen Sammelstellen transportiert werden, die nur an bestimmten Tagen geöffnet sind; im Landkreis Pfaffenhofen fand darüber 2014 eine Bürgerbefragung statt. Über die Entsorgungslogistik gelangen die Gelben Säcke zur Müllsortieranlage, welche die Sortierung vornimmt. Rechtsgrundlage dafür sind § 14 Abs. 1 sowie § 16 Abs. 1 Verpackungsgesetz (VerpackG). Der leere Gelbe Sack wird nicht recycelt, sondern kann als Ersatzbrennstoff z. B. in Zementwerken genutzt werden. Ist er zu stark verschmutzt, kommt er als Rest in die Müllverbrennungsanlage.

## Inhalt
Zum Inhalt des Gelben Sackes bzw. der Gelben Tonne müssen folgende Regeln beachtet werden:
In den Gelben Sack (oder direkt in die Gelbe Tonne) gehören ausschließlich Verpackungsgegenstände aus Kunststoff, Metall oder Verbundmaterialien, (Beispiele):
- Verpackungen aus Kunststoff
- Luftpolsterfolie
- Aludosen und PET-Flaschen, die pfandfrei sind
- Spülmittelflaschen, Joghurtbecher, Plastiktuben, Zahnpastatuben, Verpackungen für Mundhygiene, Haar- und Körperpflegemittel
- Milch-, Wasser-, Saft- und Weinkartons (z. B. Tetra Pak) – Kartons aus Verbundstoffen (wie Getränkekartons von Milch, Saft oder Wein) gehören in den Gelben Sack, da aus dem Papieranteil dieses Verbundmaterials beispielsweise Hygienepapiere und Taschentücher hergestellt werden können
- Plastiktüten, Eisverpackungen
- Verpackungen aus Verbundstoffen
- Vakuumverpackungen für Kaffee, Styroporverpackungen etc.
- Verpackungen aus Metall, Alufolie, Getränke- und Konservendosen, Kronkorken, Metallverschlüsse, Deckel, Blisterpackungen für Medikamente etc.
- schwere oder härtere Gegenstände wie z. B. Gießkannen dürfen nur in Gelben Tonnen entsorgt werden[7]

Abweichungen:
- in Österreich werden diese metallischen Stoffe in einigen Gemeinden getrennt gesammelt
- in einigen Gemeinden in Bayern werden Konservendosen und anderer Metallabfall weiterhin separat über Depotcontainer gesammelt
- bestimmte Gegenstände wie z. B. CDs, DVDs und Batterien gehören nicht in den gelben Sack, nur die leeren Hüllen aus Kunststoff sind erlaubt
- Glas gehört in den Altglascontainer – die separate Altglassammlung existierte schon vor der Einführung der Verpackungsverordnung
- Verpackungen aus Karton, Pappe oder Papier sind Altpapier und dürfen nicht im Gelben Sack entsorgt werden.[8]

## Recyclingquote
Laut einer Antwort auf eine parlamentarische Anfrage der Bundestagsabgeordneten Bärbel Höhn lagen in Deutschland im Jahr 2009 die Recyclingquoten von Weißblech bei 92, von Aluminium bei 60 sowie von Kunststoffen bei 43 Prozent. 2012 lag die stoffliche Verwertungsquote laut Gesellschaft für Verpackungsmarktforschung (GVM) bei 93,1 Prozent für Weißblech, 71 Prozent für Getränkeverpackungen und 48,2 Prozent für Kunststoffe. Im Auftrag des deutschen Umweltbundesamtes ermittelte die GVM in einer 2015 veröffentlichten Studie, dass das Verpackungsmüll-Aufkommen 2013 in Privathaushalten 8,06 Millionen Tonnen betragen hat.
In Deutschland wird weniger als die Hälfte der Verpackungen aus dem gelben Sack (und der gelben Tonne) wiederverwertet. Im Jahr 2014 wurden hingegen 44,1 Prozent in Müllverbrennungsanlagen entsorgt. Nach einer Berechnung des Öko-Instituts wurden 51,1 Prozent als Ersatzbrennstoff in Zementwerke, 40 Prozent als Input in die stoffliche Verwertung, 6 Prozent als Input in Müllverbrennungsanlagen und 2,8 Prozent als Input in die rohstoffliche Verwertung in Hochöfen verbracht.

## Zukunft
Im Rhein-Sieg-Kreis wurde 2011/12 eine Gelbe Wertstofftonne eingeführt. Im Jahr 2011 startete in Herne ein Pilotprojekt für eine Wertstofftonne. In Berlin startete 2013 die Berliner Wertstofftonne, die Gelben Sack und Orange Box vereint. In Hamburg wurde 2011 die Hamburger Wertstofftonne eingeführt, in Köln gibt es seit 2014 eine Wertstofftonne. Im Jahr 2017 hatten etwa 14 Millionen Deutsche eine Wertstofftonne.